# Giovanni Giacometti
Giovanni Giacometti (Borgonovo di Stampa, 7 marzo 1868 – Les Planches, 25 giugno 1933) è stato un pittore svizzero.
Nato a Borgonovo di Stampa in val Bregaglia, figlio di Alberto, panettiere e di Caterina Ottilia Santi, cugino di Augusto Giacometti.
Studiò a Coira dal 1884 al 1886, poi si recò a studiare a Monaco dove frequentò scuole d'arte private ma non riuscì ad entrare in accademia e incontrò Cuno Amiet, suo amico per tutta la vita.
Dal 1888 al 1891 visse con Cuno Amiet a Parigi e studiò all'Accademia Julian, trascorrendo i mesi estivi in Svizzera dall'amico Frank Buchser. Nel 1893 viaggiò in Italia poi al ritorno si stabilì nuovamente a Stampa.
Nel 1894 conobbe Giovanni Segantini con cui strinse un forte rapporto d'amicizia, poi nel 1898 le sue opere vennero esposte al Künstlerhaus di Zurigo.
Dal 1898 le sue opere vennero esposte nelle maggiori città europee.
Dal 1918 al 1921 e dal 1931 al 1932 fu membro della commissione federale delle belle arti.
Morì a Glion nei pressi di Montreux a 65 anni d'età.

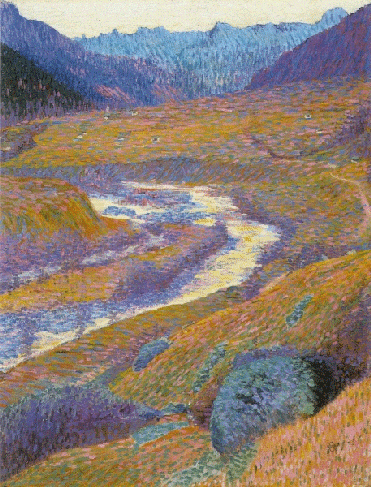
Giovanni Giacometti: Herbstabend, 1903